# Carolina Zardo
Carolina Zardo (Vercelli, 16 novembre 1992) è una pallavolista italiana.
Gioca nel ruolo di libero nel Montecchio Maggiore.

## Carriera
Carolina Zardo entra nel 2004 nelle giovanili del S2M Volley Vercelli dove resta per quattro stagioni. Nella stagione 2009-10 viene acquistata dall'Asystel Novara venendo inserita in un primo momento nella squadra giovanile; il 10 dicembre 2008 avviene il suo trasferimento in prima squadra, come riserva di Paola Cardullo, in Serie A1: pur non giocando si aggiudica la Coppa CEV.
Nella stagione 2009-10 è il secondo libero ufficiale della squadra, questa volta alle spalle di Immacolata Sirressi, anche se colleziona un maggior numero di presenze da titolare. Nel 2010 con la nazionale under 19 vince l'oro al campionato europeo, venendo premiata anche come miglior libero, mentre nel 2011 vince l'oro al campionato mondiale under 20.
Nella stagione 2012-13 passa al Red Volley Vercelli in Serie B1, mentre nella stagione 2013-14 torna nel massimo campionato, vestendo la maglia del Volley 2002 Forlì. Nell'annata 2014-15 gioca in Serie A2 con la Beng Rovigo Volley, categoria nella quale resta anche nella stagione successiva ingaggiata dalla Trentino Rosa, a cui è legata per tre annate.
Per il campionato 2018-19 si accasa all'Academy Sassuolo, sempre in Serie A2, con cui si aggiudica la Coppa Italia di categoria, prima di passare nella stagione seguente al Montecchio Maggiore, ancora una volta nel campionato cadetto.

## Palmarès

### Club
- Coppa Italia di Serie A2: 1

2018-19
- Coppa CEV: 1

2008-09

### Nazionale (competizioni minori)
- Campionato europeo under 20 2010
- Campionato mondiale under 20 2011

### Premi individuali
- 2010 - Campionato europeo under 19 2010: Miglior libero